# 1er bataillon d'infanterie de marine
Pour les articles homonymes, voir 1er bataillon.
Le 1er bataillon d'infanterie de marine (1er BIM) est une unité militaire des forces françaises libres. Il est formé en juillet-août 1940 avec 350 volontaires du 3e bataillon du 24e régiment d'infanterie coloniale et 150 autres soldats de ce même régiment évadés de Syrie après l'armistice du 22 juin 1940. Il combat avec les Britanniques en Libye puis lors de la l'invasion de la Syrie. Rattaché à la 1re brigade française libre, il combat à la bataille de Bir Hakeim. À cause des pertes subies, il fusionne le 16 juin 1942 avec le bataillon du Pacifique pour former le bataillon d'infanterie de marine et du Pacifique.

## Personnalités ayant servi au1erBIM/ BP1
- Raoul Béon (1911-1943), médecin-militaire, Compagnon de la Libération. Médecin-chef du bataillon d'infanterie de marine en 1941-1942.
- Félix Broche (1905-1942), lieutenant-colonel, Compagnon de la Libération. Commandant du Bataillon du Pacifique (BP1). Mort pour la France à la Bataille de Bir Hakeim.
- René Briot (1913-1991), sergent, Compagnon de la Libération.
- Pierre Brusson (1919-2005), sergent, Compagnon de la Libération.
- Pierre Delsol (1909-1987), sergent, Compagnon de la Libération.
- Joseph Domenget (1908-1944), Compagnon de la Libération.
- Raphaël Folliot (1896-1979), capitaine puis chef de bataillon de 1940 à 1941, Compagnon de la Libération.
- Gilbert Garache (1918-2005), Compagnon de la Libération.
- Toussaint Gozzi (1919-1946), Compagnon de la Libération.
- Bernard Harent (1916-1944), Compagnon de la Libération.
- Rodolphe Jaeger (1920-1944), Compagnon de la Libération.
- Auguste Kirmann (1907-1995), Compagnon de la Libération.
- René Lepeltier (1906-1947), Compagnon de la Libération. Il avait déjà servi au 1er RIC avant la guerre.
- René Lesecq (1920-2010), Compagnon de la Libération.
- Lucien Limanton (1919-1954), Compagnon de la Libération.
- Victor Mirkin (1909-1944), Compagnon de la Libération.
- René Petre (1908-1957), Compagnon de la Libération.
- Jean Pichat (1913-1942), Compagnon de la Libération.
- Jean Pillard (1914-1989), Compagnon de la Libération.
- Charles Porcheron (1917-1944), Compagnon de la Libération.
- Alfred Reilinger (1900-1968), médecin-commandant, Compagnon de la Libération. Participe à la campagne de Syrie en tant que médecin du bataillon.
- Georges Rossi (1918-1942), Compagnon de la Libération.
- Charles Rudrauf (1919-2010), Compagnon de la Libération.
- Raymond Sabot (1919-2008) Compagnon de la Libération.
- André Salvat (1920-2017), lieutenant-colonel, Compagnon de la Libération. Participe à la Bataille de Bir Hakeim, à la campagne d'Italie et aux combats dans le massif de l'Authion.
- Jacques Savey (1910-1942), prêtre dominicain, Compagnon de la Libération. Chef de bataillon et commandant du 1er BIM. Mort pour la France à la Bataille de Bir Hakeim.
- Pierre Troquereau (1914-1991), Compagnon de la Libération.
- Lucien Vanner (?-1942), caporal-chef, Compagnon de la Libération, porté disparu à Bir Hakeim.